# گولشوو
گولشوو (به لاتین: Goleszów) یک روستا در لهستان است که در گمینا گولشوو واقع شده‌است. گولشوو ۱۲٫۱۱ کیلومتر مربع مساحت و ۴٬۰۴۵ نفر جمعیت دارد.